# Сажалки
Са́жалки —  село в Україні, у Кролевецькій міській громаді Конотопського району Сумської області. Площа - 3.7 га. Населення становить 9 осіб. До 2020 орган місцевого самоврядування — Білогривська сільська рада.

## Географія
Село розташоване за 10 км від сільської ради, та за 16 км від районного центру у великому лісовому масиві між селами Хрещатик і Ніжинське (1-2 км). Через село проходить автобусний маршрут Кролевець - Гречкине.

## Історія
Село Сажалки було відоме ще за царських часів. Це була перша поштова станція на шляху Кролевець - Новгород-Сіверський. Для догляду за поштовими кіньми були викопані два штучні ставки: в одному коней купали, а в іншому напували. Штучний ставок в давнину називали Сажалкою. Звідси й походить назва села.
12 червня 2020 року, відповідно до розпорядження Кабінету Міністрів України № 723-р «Про визначення адміністративних центрів та затвердження територій територіальних громад Сумської області», село увійшло до складу Кролевецької міської громади.
19 липня 2020 року, в результаті адміністративно-територіальної реформи та ліквідації Кролевецького району, увійшло до складу новоутвореного Конотопського району.

## Символіка
На гербі зображений поштовий кінь, про що свідчить зображення конверта. Внизу дві підкови зображають два штучні ставки-сажалки в яких мили й напували коней (герб є напівпромовистим). Червона смужка вказує на стародавню дорогу що йде через село, так званий Київський шлях на Новгород-Сіверський. Сині смужки знову ведуть нас до двох сажалок.